# 3,4,3',5'-二苯醚四甲酸
3,4,3',5'-二苯醚四甲酸是一种有机化合物，化学式为C16H10O9，它是一种半刚性配体。它可由5-羟基-1,3-苯二甲酸二乙酯、氢氧化钠和4-硝基-1,2-苯二甲腈在二甲基甲酰胺中反应，再经水解制得。它和乙酸酐在乙酸中回流，可以得到4-(3,5-二羧基苯氧基)邻苯二甲酸酐。它可以用于构筑金属有机框架材料。